# RökFlöte
RökFlöte je dvacáté třetí studiové album anglické rockové skupiny Jethro Tull, vydané v dubnu 2023 společností Inside Out Music. Po albu The Zealot Gene (2022) jde o druhý počin skupiny vydaný po jejím obnovení; zatímco předchozí album bylo prvním po více než osmnácti letech, toto vyšlo pouhých patnáct měsíců po předchozím (tj. nejkratší přestávka od alb Stormwatch, 1979, a A, 1980). Produkoval jej frontman skupiny Ian Anderson, který je rovněž autorem všech písní. Speciální edice alba obsahuje demonahrávky všech písní, celé album v prostorovém zvuku Dolby Atmos 5.1 a rozhovor s Andersonem. Umístilo se na sedmnácté příčce britské hitparády (UK Albums Chart). První ukázka z alba v podobě písně „Ginnungagap“ byla zveřejněna již v lednu 2023.

## Seznam skladeb
Autorem všech skladeb je Ian Anderson.
| Pořadí         | Název                         | Délka |
| -------------- | ----------------------------- | ----- |
| 1.             | Voluspo                       | 3:43  |
| 2.             | Ginnungagap                   | 3:49  |
| 3.             | Allfather                     | 2:46  |
| 4.             | The Feathered Consort         | 3:40  |
| 5.             | Hammer on Hammer              | 3:09  |
| 6.             | Wolf Unchained                | 4:58  |
| 7.             | The Perfect One               | 3:51  |
| 8.             | Trickster (And the Mistletoe) | 3:01  |
| 9.             | Cornucopia                    | 3:53  |
| 10.            | The Navigators                | 4:27  |
| 11.            | Guardian's Watch              | 3:30  |
| 12.            | Ithavoll                      | 4:00  |
| Celková délka: | Celková délka:                | 44:47 |

## Obsazení
- Ian Anderson – zpěv, různé flétny, irská píšťalka
- Joe Parrish – kytary, mandolína
- David Goodier – baskytara
- John O'Hara – klavír, klávesy, varhany
- Scott Hammond – bicí
- Unnur Birna – hlas